# Communauté de communes de la Basse Zorn
Die Communauté de communes de la Basse Zorn (offizielle Schreibweise: Communauté de communes de la Basse-Zorn) ist ein französischer Gemeindeverband mit der Rechtsform einer Communauté de communes im Département Bas-Rhin in der Region Grand Est. Sie wurde am 20. Dezember 1993 gegründet und umfasst sieben Gemeinden. Der Verwaltungssitz befindet sich im Ort Hœrdt. Der Name bezieht sich auf den Fluss Zorn, in dessen Tal die Gemeinden liegen.

## Mitgliedsgemeinden
| Gemeinde                                | Einwohner 1. Januar 2022 | Fläche km² | Dichte Einw./km² | Code INSEE | Postleitzahl |
| --------------------------------------- | ------------------------ | ---------- | ---------------- | ---------- | ------------ |
| Bietlenheim                             | 308                      | 2,13       | 145              | 67038      | 67720        |
| Geudertheim                             | 2.675                    | 11,27      | 237              | 67156      | 67170        |
| Gries                                   | 2.879                    | 12,23      | 235              | 67169      | 67240        |
| Hœrdt                                   | 4.565                    | 16,56      | 276              | 67205      | 67720        |
| Kurtzenhouse                            | 1.082                    | 3,58       | 302              | 67252      | 67240        |
| Weitbruch                               | 2.719                    | 15,11      | 180              | 67523      | 67500        |
| Weyersheim                              | 3.473                    | 18,89      | 184              | 67529      | 67720        |
| Communauté de communes de la Basse Zorn | 17.802                   | 79,77      | 223              | –          | –            |